# Down, Deep Inside
Singles de Donna Summer
Shut Out
(1977) I Remember Yesterday
(1977)
Down, Deep Inside est une chanson américaine de Donna Summer composée par John Barry sur des lyrics de Summer et Barry, extraite de la bande originale du film Les Grands fonds. Pour sa diffusion dans de nombreuses discothèques américaines, elle est classée plusieurs mois aux Hot Dance Club Songs du Billboard où elle atteint le no 3 et no 5 au UK Singles Chart en 1977. Il s'agit de la première chanson sortie sur le label de musique de film Casablanca Record and Filmworks, dirigé par Neil Bogart et Peter Gruber.